# Literatura islandzka
Literatura islandzka – piśmiennictwo związane z narodem Islandii. Nigdy nie była ona w centrum życia kulturalnego Europy, jednak miała duży na nią wpływ. Do VII wieku n.e. zupełnie nie zamieszkana, z czasem otworzyła się na osadnictwo. Początkowo zasiedlali ją wyłącznie irlandzcy mnisi, poszukujący tam odosobnienia i odpowiedniego miejsca do modlitwy. W drugiej połowie IX wieku na Islandię zaczęli przybywać norwescy wikingowie, w większości jarlowie, uciekający przed despotycznymi rządami Haralda Pięknowłosego. Od tej daty historia Islandii nieodłącznie związała się z historią krajów skandynawskich. I właśnie tam, na najdalszej wyspie, zrodziła się literatura staroskandynawska.

## Język islandzki
Pierwsi osadnicy mówili głównie narzeczami germańskimi zachodniej Norwegii, określanymi jako zachodnioskandynawskie, które upowszechnione przez wikingów na Islandii i Wyspach Owczych dały początek dwóm izolowanym i odmiennym językom nordyckim: islandzkiemu i farerskiemu. Początkowo język staroislandzki niczym się nie wyróżniał. Zmiany nadeszły z rozwojem islandzkiej organizacji państwowej i narodzinami świadomości narodowej.
Najstarszą informację o języku islandzkim odnaleziono w XII-wiecznym manuskrypcie Pierwsza rozprawa gramatyczna (isl. Fyrsta málfræðiritgerðin). Jej autor nazywa język islandzki mianem yar tunga, dla odróżnienia od duńskiego określanego jako dönsk tunga. Od połowy XII w język islandzki jest językiem literackim. Zmiany, którym język ten uległ od XIII wieku, są tak nieznaczne, że stare sagi z tego wieku są zupełnie zrozumiałe dla współczesnych Islandczyków. Różnice dialektyczne są bardzo niewielkie zarówno w starym, klasycznym języku, jak w dzisiejszym potocznym. Współcześni Islandczycy mogą się stosunkowo łatwo porozumiewać z innymi Skandynawami.
Pismo islandzkie jest oparte na alfabecie łacińskim, z dodatkiem kilku specjalnych liter. Powstało, podobnie jak literatura, w XII wieku.

## Eddy i twórczość Snorri Sturlusona

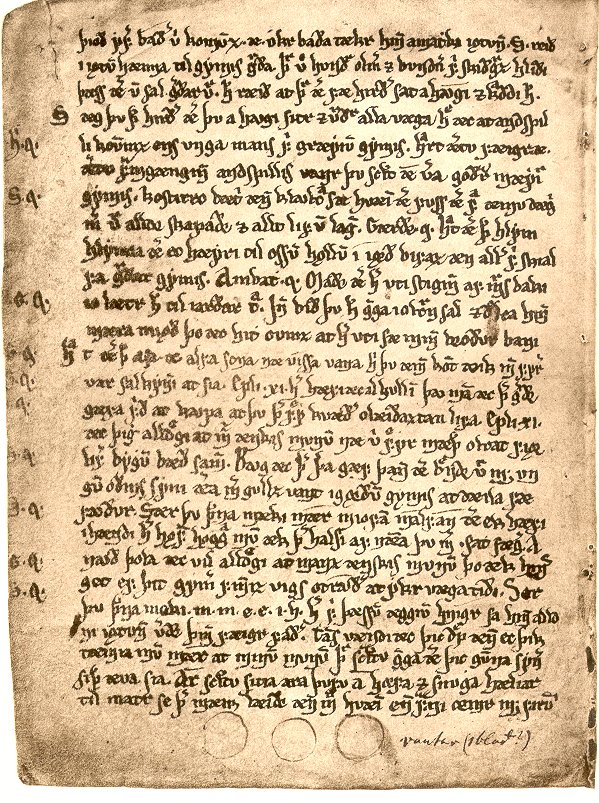
Edda starsza

Najstarszym pomnikiem literatury islandzkiej jest Edda starsza, czyli Edda poetycka, której oryginalne manuskrypty znaleziono dopiero w XVII wieku. Jest to nadzwyczaj cenny zbiór pieśni mitycznych i heroicznych, napisanych przez nieznanych z imienia autorów między rokiem 900 a 1050. Wspólną cechą tych pieśni jest nadzwyczajna prostota języka i aliteracja, która była jednym z ulubionych środków artystycznych literatury tamtych czasów. Drugą, młodszą eddą, jest Edda prozatorska, czyli Edda Snorriego, napisana przez Snorriego Sturlusona (1179–1241). Jest ona czymś w rodzaju podręcznika dla poetów i zawiera liczne cytaty i odwołania do Eddy poetyckiej. Snorri Sturluson, ceniony przez jemu współczesnych jako poeta i polityk, okazał się też niezwykle wartościowym historykiem. Jego największym dziełem historycznym jest Konungabók, zwana też (od początkowego wersu) Heimskringla; są to żywoty królów norweskich od Olafa Tryggvasona do Sigurda Krzyżowca. Mowy, które Snorri wkłada w usta swych bohaterów, przypominają dramatycznością i patosem mowy Tukidydesa. Siostrzeniec Snorriego, Sturla Thordarson (1214–1284) napisał Islendinga saga, będącą opisem walk domowych w XIII wieku. Walk, które zakończyły się podbojem Islandii przez królów norweskich.

## Poezja skaldyczna
Bardziej skomplikowana pod względem formy jest poezja skaldów (poezja skaldyczna), którzy do tradycyjnej aliteracji dodali także rym. Poezja ta ma charakter panegiryczny, a jej treścią są niemal wyłącznie życiorysy królów i bohaterów. Twórcy poezji skaldycznej nie byli anonimowi (jak w przypadku poezji eddaicznej), a ich dzieła miały sławić nie tylko staronordyckich konungów i jarlów, na których dworach przebywali, ale również ich samych. Poezja skaldyczna porusza tematy skaldom współczesne i aktualne (w przeciwieństwie do eddaicznej, która dotyczyła dalekiej, okrytej mrokiem przeszłości).
Najdawniejsi skaldowie: Bragi Boddason, Thjodolf z Hvin, Thorbjorn Hornklosi należą jeszcze do czasów przedchrześcijańskich, podobnie jak Egill Skallagrimsson.
Poezja skaldyczna pochodzi z Norwegii i w Skandynawii utrzymywała się przez kilkaset lat, ale to Islandia wiodła prym zarówno pod względem liczby skaldów, jak i wysokiego kunsztu utworów.
Poezja skaldyczna, rozwijająca się głównie na dworach królewskich islandzkim i norweskim, rozwijała się również za chrześcijaństwa, przeplatając dawne wątki pogańskie z chrześcijańskimi.
Poezja skaldów pełni rolę dokumentu historycznego. Zastosowanie – złożenie hołdu władcy (im bardziej kunsztowny wiersz, tym większy hołd; dbałość o formę: metryka i stylistyka – Snorri Sturlusson: czerpanie z rodzimej mitologii oraz zręczne operowanie kenningami).
Skaldowie często stosowali: kenning, heiti, drápa, flokkr(dræplingr), lausavísur.
Poezja skaldyczna funkcjonowała w Islandii na takich samych usługach jak dzisiaj prasa – służyła do urabiania opinii i wierszem walczono równie dobrze i skutecznie, jak mieczem (np. Gunnlaug z Sagi o Gunnlaugu Wężowym Języku miał zdolność pokonywania wrogów ciętymi ripostami w formie wierszy).
Doskonale złożony wiersz pozostawał w pamięci na zawsze i rozchodził się jak Islandia długa i szeroka.

## Sagi

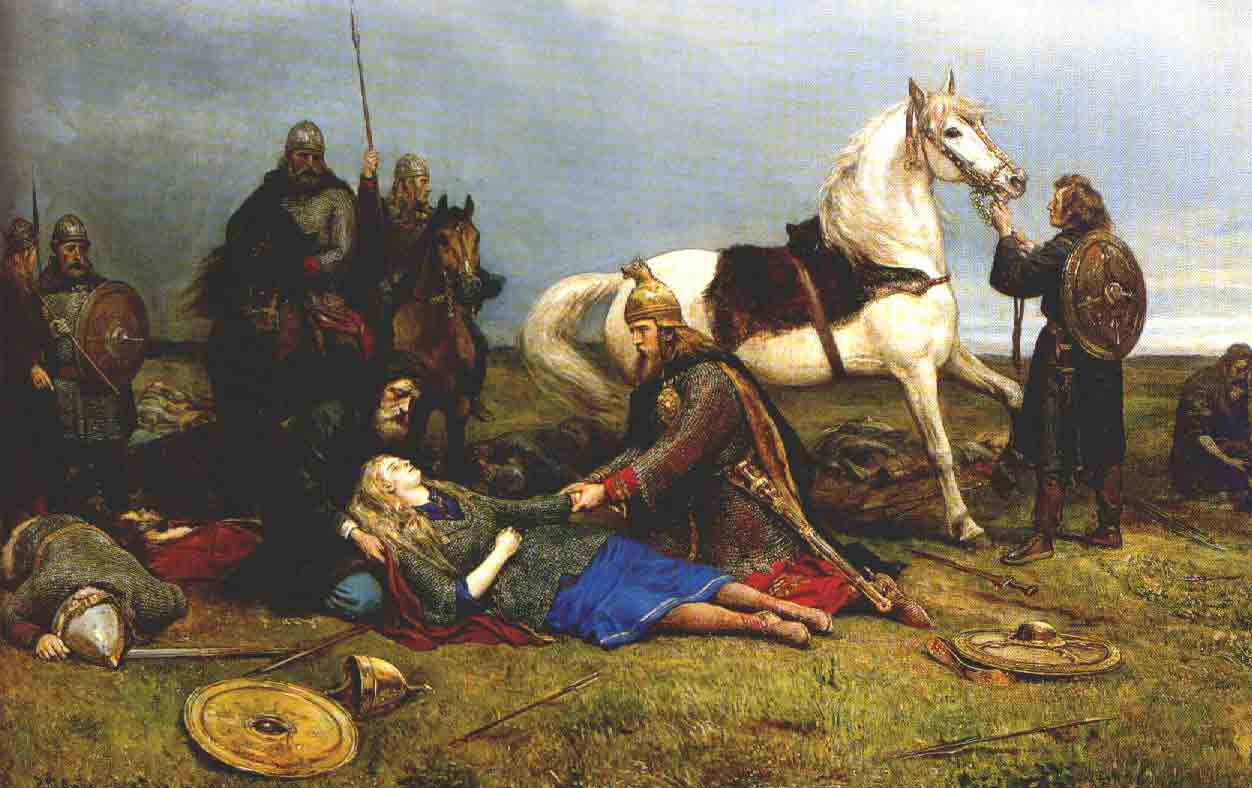
Śmierć Hervora, bohatera sagi (Nicolai Arbo)

Najcenniejszą częścią starszej literatury islandzkiej są sagi (isl. saga, l.poj.; sögur, l.mn.) – epickie opowieści o bohaterach, pisane prozą, lecz według bardzo ścisłych reguł. Sagi dzielimy na mityczne, historyczne, romantyczne i dydaktyczne. Do najpiękniejszych należy Saga o Njalu (Njáls saga lub Brennu-Njáls saga). Jej bohaterem jest dobry prawnik Nial i zły Mord, treścią zaś – historia trzech rozwodów. Jedną z bardzo nielicznych humorystycznych jest Banda mannia saga (1050–1060). Są to dzieje walki sprytnego plebejusza z potężnymi rodami patrycjuszowskimi.
Liczne sagi prozą rozwinęły się z rodowych podań islandzkich. Íslendingasögur (Historie islandzkie) odznaczają się dużym realizmem i zarazem artyzmem stylizacji. Sagi, takie jak Saga o Egilu (Egils saga lub Egils saga Skallagrímssonar) lub wspomniana już saga mądrego Njala, należą do najwybitniejszych utworów skandynawskiej literatury powszechnej. Również dawne pieśni bohaterskie i baśnie fantastyczne przerabiano w sagi pseudohistoryczne (Fornaldarsögur – Historie z przeszłości). W końcu sagi przejęły niektóre formy i wątki kontynentalnej poezji rycerskiej pochodzenia niemieckiego lub francuskiego (Riddarasaga), co uwidoczniło się zwłaszcza na dworze Haakona Dobrego i doprowadziło do „zlania się” obu gatunków. W drugiej połowie XIII wieku pojawiły się w literaturze skandynawskiej takie opowiadania rycerskie jak Tri-stramssaga, Percevalssaga, Karlamagnu-sarsaga.

## Ari Thorgilsson
Do najwybitniejszych pisarzy islandzkich należy Ari Thorgilsson (1067–1148), któremu zawdzięczamy wiadomości o przedchrześcijańskiej historii Islandii. Napisał on dwa wielkie dzieła: Landnámabók (Księga kolonizacji) i Íslendingabók (Księga o Islandczykach). Konungabók (Księga Królów), zawierające dzieje królów norweskich od początku dynastii Ynglingów do śmierci Haralda Sigurdssona. Najciekawsze dzieło Thorgilssona, Landnámabók, składa się z 5 części. W pierwszej podaje krótką historię odkrycia Islandii, w następnych genealogię i historię pierwszych osadników, wraz z dokładnym opisem miejscowości, w których osiedli. Do dziś dzieło to stanowi podstawę dla genealogicznych poszukiwań wielu rodzin islandzkich.

## Średniowiecze
W poezji późniejszego średniowiecza pierwsze miejsce zajmują tzw. „rimur” – rymowane i aliterujące ballady, wzorowane pod względem treści na starych francuskich romansach. Najlepsze wydał Einar Fostri pod tytułem Skida rima (ok. 1430). Rimur duchowne zwano diktur; są to przeważnie podania z życia świętych. Najpiękniejszą z tych ballad jest Lilia, żywot Matki Boskiej, napisany przez Eysteina Asgrimssona, mnicha z Holyfell w połowie XIV w.
Wraz z podbojem Islandii przez Norwegię zaczyna się długotrwały okres zupełnego upadku literatury islandzkiej. Pierwsze oznaki odrodzenia literatura islandzka zawdzięcza reformacji. Duże znaczenie dla rozwoju literatury prawniczej ma kodeks autorstwa Ulfjotra, spisany w 930 roku. W XVII wieku manuskrypt tego tekstu znany był pod nazwą Gragas (szara gęś).

## Odrodzenie
Pierwszą książką wydaną w języku islandzkim był Nowy Testament przetłumaczony przez Oddura Gottskálkssona. W 1584 roku staraniem biskupa Guðbrandura wydano pierwszy pełny przekład Pisma Świętego – Guðbrandsbiblía. Wybitnym poetą był Hallgrimur Petursson (1614–1674), twórca śpiewnych i nadzwyczaj popularnych Hymnów (1666).

## Wiek XIX
Świetną tradycję średniowiecznych poetów islandzkich wznawia w XIX wieku Sigurdur Breidfjórd (1798–1846). Hjalmar Jónsson (1796–1875) pisze satyry. Pall Ólafsson (1827–1906) jest najbardziej popularnym nowożytnym poetą islandzkim, autorem niezliczonych Pieśni w stylu staroislandzkim. Þorsteinn Erlingsson (1858–1914) napisał wielki poemat epiczny „Jórundr” o duńskim awanturniku Jórgensenie, który przez czas krótki był królem Islandii, a także kilka ballad. Ze względu na bogaty i silny język Erlingsson jest uważany za jednego z najwybitniejszych poetów skandynawskich przełomu XIX i XX wieku. Bardziej uległa europejskiemu romantyzmowi szkoła Jónasa Hallgrimsona (1807–1845), z której wyszedł wielki poeta miłości i przyrody, Steingrimur Thorsteinsson (1830–1913), tłumacz Tysiąca i jednej nocy, Śakuntali i Shakespeare’a. Pod wpływem Brandesa (1842–1927) powstała szkoła współczesna, starająca się staroislandzką tradycję związać z najnowszymi kierunkami europejskimi. Hannes Hafsteinn (1861–1922) w pięknych balladach i licznych erotykach wprowadza do poezji islandzkiej nowe, nieznane wcześniej elementy. Jon Thoroddsen (1819–1868) jest największym i najpoczytniejszym powieściopisarzem islandzkim XIX wieku, a Gestur Pálsson (1852–1891) najwybitniejszym nowelistą. Gunnar Gunnarsson należy do najlepiej znanych pisarzy skandynawskich. Gudmundur Magnusson odtwarza znakomicie życie ludu islandzkiego.
W XIX wieku dramat islandzki jest dopiero w powijakach: pierwszy stały teatr na Islandii założono dopiero pod koniec XIX wieku. Przedwcześnie zmarły Johann Sigurjonsson (1880–1919) stworzył parę dobrych dramatów.

## Wiek XX
Tradycja islandzkich sag, ożywiona w XIX wieku, stała się pożywką również dla literatury współczesnej. Dwudziestowieczna literatura islandzka urzekła współczesnego czytelnika, wychowanego w kulcie tradycji śródziemnomorskich, niezwykłym klimatem, ogromną refleksyjnością i bezpretensjonalnością. W 1955 roku Halldór Laxness otrzymał Nagrodę Nobla, która zwróciła uwagę całego świata na niezwykłą, egzotyczną kulturę Islandii.

## Grupy i kierunki literackie
- Poeci atomu – grupa poetycka działająca w latach 50. XX w., nawiązująca do surrealizmu i egzystencjalizmu[2]
- „Raudir Pennar” – czasopismo skupiające pisarzy o przekonaniach lewicowych, wychodzące w latach 1935–1938[3]